# Diocesi di Europo

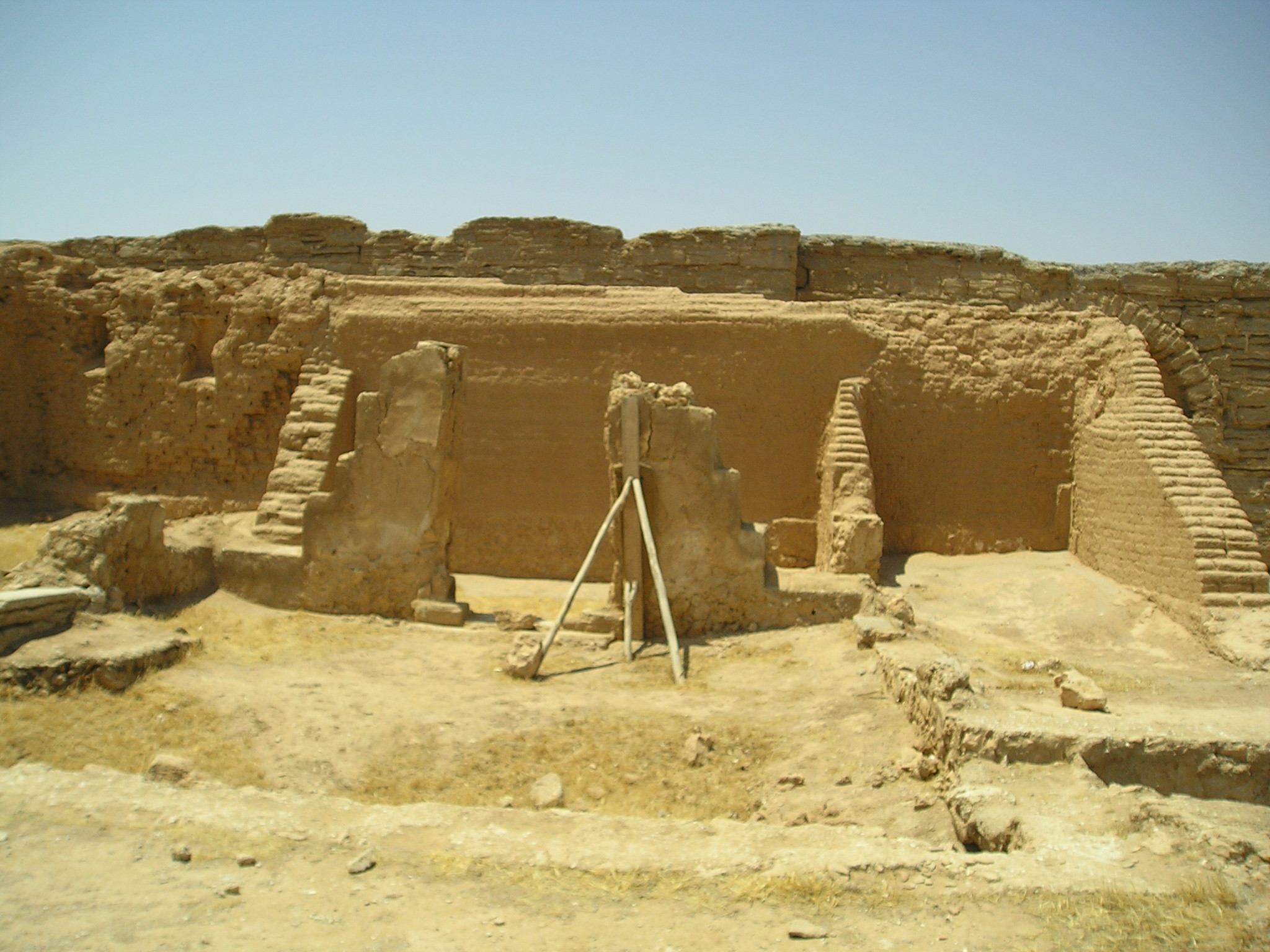
Rovine della casa-chiesa (domus ecclesiae) cristiana di Dura Europos.

La diocesi di Europo (in latino Dioecesis Europensis) è una sede soppressa del patriarcato di Antiochia e una sede titolare della Chiesa cattolica.

## Storia
Europo, identificabile con Cirablus nell'odierna Siria, è un'antica sede episcopale della provincia romana della Siria Eufratense nella diocesi civile d'Oriente. Faceva parte del Patriarcato di Antiochia ed era suffraganea dell'arcidiocesi di Gerapoli, come attestato da una Notitia episcopatuum del VI secolo.
Sono due i vescovi conosciuti di Europo. Davide, di fede nestoriana, prese parte al sinodo riunito a Gerapoli nel 433 dal metropolita Alessandro; era assente al concilio di Calcedonia nel 451 e al suo posto firmò gli atti conciliari il metropolita Stefano. Giovanni, simpatizzante monofisita, partecipò alla consacrazione di Severo di Antiochia nel mese di novembre del 512.
Dal XVIII secolo Europo è annoverata tra le sedi vescovili titolari della Chiesa cattolica; la sede è vacante dal 1957.

## Cronotassi

### Vescovi greci
- Davide † (prima del 433 - dopo il 451) (vescovo nestoriano)
- Giovanni † (menzionato nel 512) (vescovo monofisita)

### Vescovi titolari
- Nicolas-Joseph de Paris † (22 novembre 1723 - 9 giugno 1733 succeduto vescovo di Orléans)
- Louis-Charles de Machaut † (27 gennaio 1772 - 10 luglio 1774 succeduto vescovo di Amiens)
- Francesco di Paola Paternò Castello † (28 settembre 1778 - ? deceduto)
- Thomas Penswick † (13 gennaio 1824 - 28 gennaio 1836 deceduto)
- Tiburtio Marcellino (Ludovico di Santa Teresa) Martini, O.C.D. † (7 giugno 1839 - 30 settembre 1845 nominato arcivescovo titolare di Cirro)
- Urban Nikola Bogdanović, O.F.M.Obs. † (30 settembre 1845 - 2 luglio 1863 deceduto)
- Johann Nepomuk Amberg † (25 settembre 1865 - 16 marzo 1882 deceduto)
- Paolo Pinna † (3 luglio 1882 - 23 maggio 1887 nominato vescovo di Ampurias e Tempio)
- Mariano Supervía y Lostalé † (1º giugno 1888 - 2 dicembre 1895 nominato vescovo di Huesca)
- Gaetano Quattrocchi † (21 febbraio 1896 - 15 giugno 1900 nominato vescovo di Mazara del Vallo)
- Wolfgang Radnai † (16 dicembre 1901 - 11 luglio 1904 nominato vescovo di Banská Bystrica)
- Angelo Maria Filippo Sinibaldi † (13 dicembre 1904 - 16 aprile 1915 nominato vescovo di Segni)
- Tranquillo Guarneri † (16 giugno 1916 - 8 maggio 1920 nominato vescovo di Acquapendente)
- Louis Le Hunsec, C.S.Sp. † (22 aprile 1920 - 24 febbraio 1945 nominato arcivescovo titolare di Marcianopoli)
- Frans Gerard Constantin Kramer, O.F.M. † (7 febbraio 1946 - 11 aprile 1946 nominato vescovo di Lu'an)
- Daniel Eugene Ivancho † (29 agosto 1946 - 1957 dimesso)